# Barbora Vaculíková

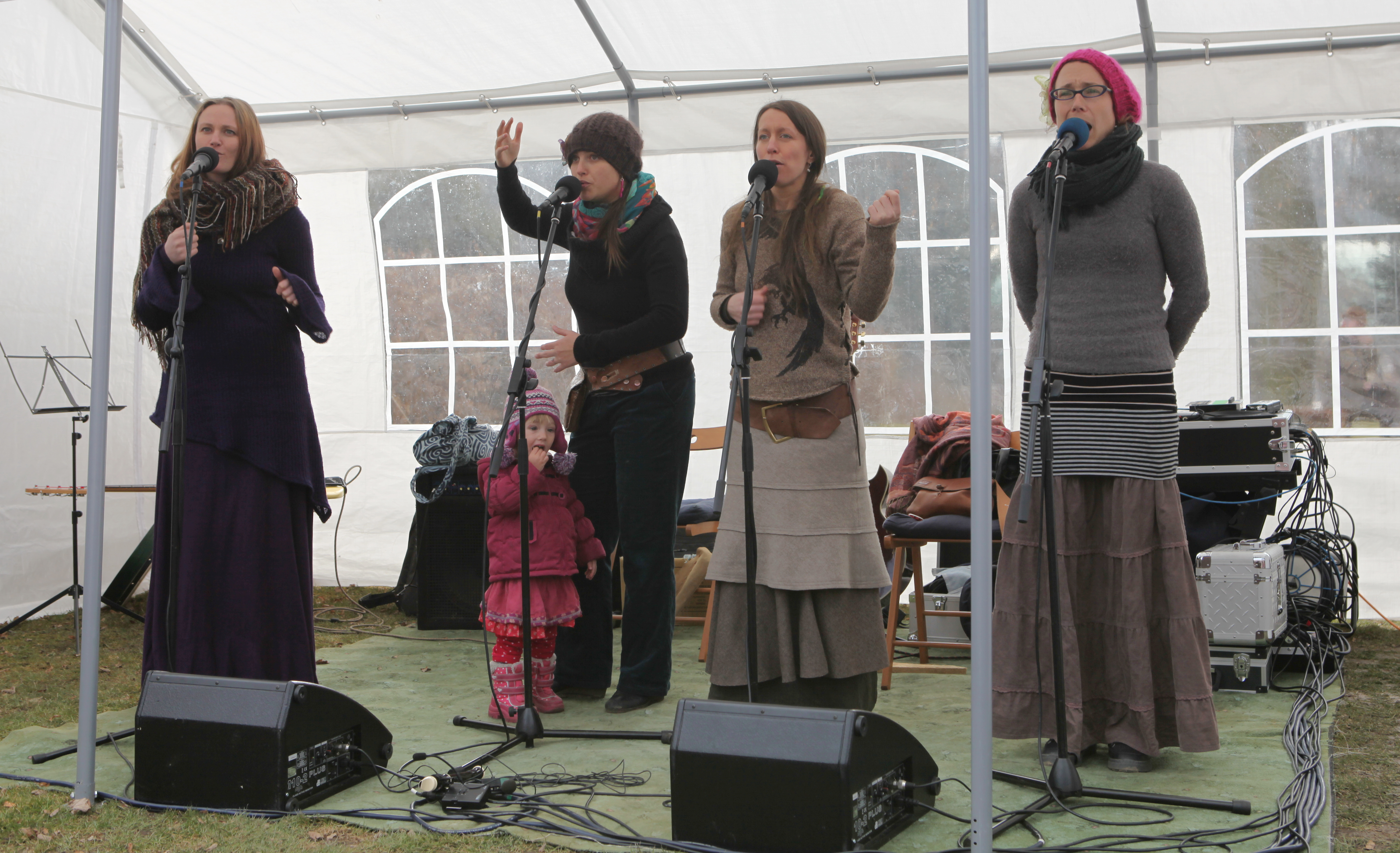
Yellow Sisters ve Vlašimi, 2013

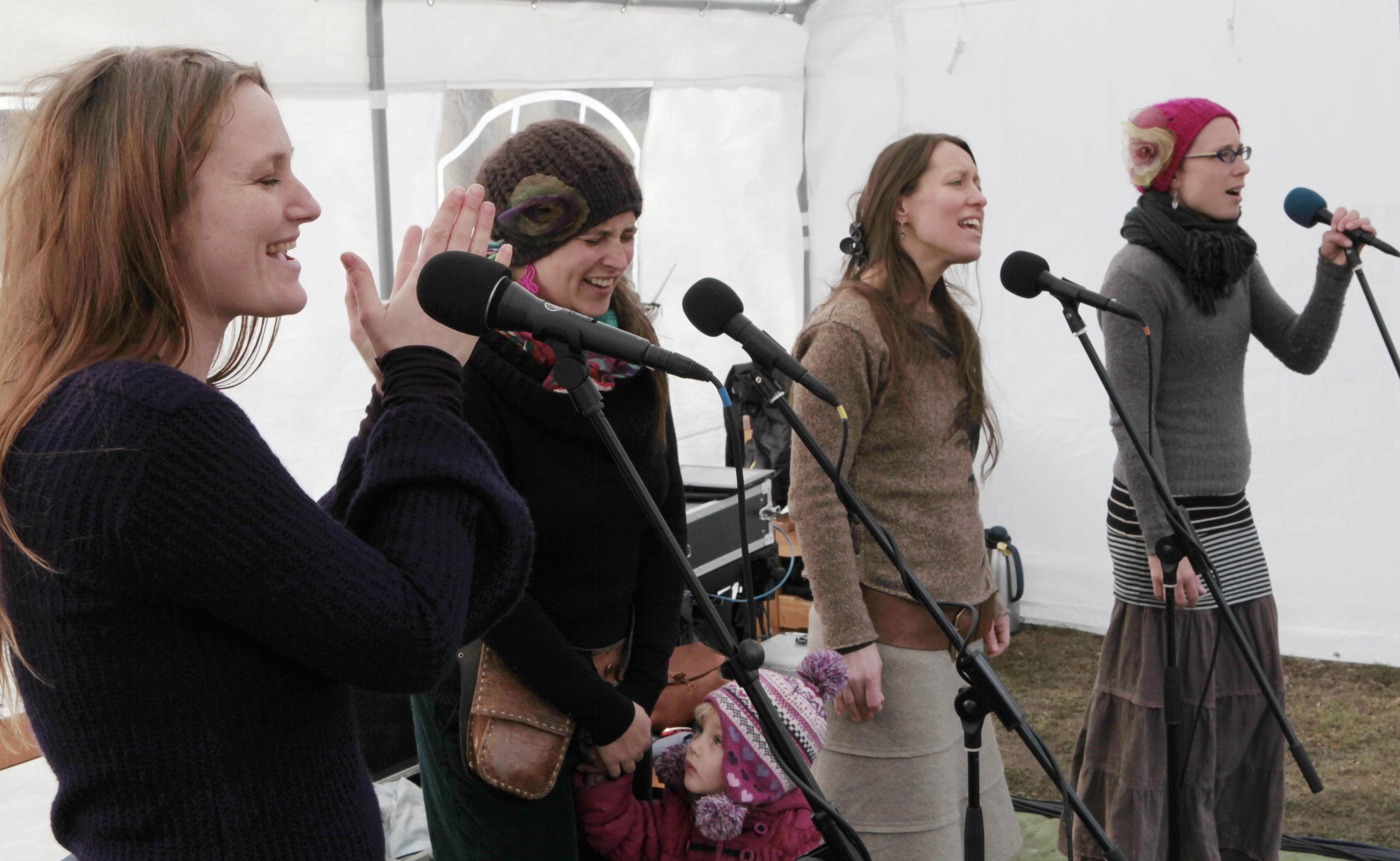
Yellow Sisters ve Vlašimi, 2013

Barbora Vaculíková (* 19. prosince 1979) je česká zpěvačka, textařka a písničkářka, členka skupiny Yellow Sisters, známá pod pseudonymem Diva Baara.
Od roku 1998 působila jako zpěvačka ve skupině Forbidden Fruit, později ve skupině Funky Feast a krátce v několika dalších hudebních projektech. Po absolvování Fakulty sociálních věd Univerzity Karlovy v Praze v roce 2003 se začala věnovat zpěvu naplno. Od roku 2005 je zpěvačkou vokální skupiny Yellow Sisters. Pod pseudonymem Diva Baara vydala na podzim 2017 sólové pop-jazzové album s prvky elektroswingu a burlesky nazvané Debut, jehož vydání uvedl singl Jen pro jednou. V únoru 2018 vystupuje ve Fóru Karlín jako předskokan holandské elektroswingové zpěvačky Caro Emerald.
Společně s Lenkou „Yellow“ Jankovskou se v roce 2012 zúčastnila talentové soutěže Hlas Česko Slovenska. Tato zkušenost byla inspirací pro jejich společnou skladbu Laktační psychóza, která se stala hitem českého Internetu. Úspěch skladby u posluchačů vedl ke vzniku satirického projektu Mateřská.com o peripetiích mateřství bez růžových brýlí. V listopadu 2018 vyšla druhá deska projektu s názvem Automatka.
Barbora Vaculíková má se svým partnerem Pepe Rafajem dceru Olivii Coco (* 2011).

## Diskografie
- Debut, 2017
- Pod kůží, 2024